# Lepturges barii
Lepturges barii là một loài bọ cánh cứng trong họ Cerambycidae.